# 송내역시외버스정류장
송내역시외버스정류장은 경기도 부천시 소사구 송내1동에 위치한 시외버스 정류장으로, 인근에 수도권 전철 1호선 경인선 송내 남부역이 있다. 매표소가 없는 관계로 현금으로만 승차가 가능하며, 주 운행 지역은 경기도 및 강원도, 충청북도, 경상북도 일부 지역이다.

## 운행 노선
| 운행 노선     | 운행업체          | 운행구간 | 운행구간 | 운행구간 | 경유지                          | 배차 간격 | 시간표                                                        |
| ------------- | ----------------- | -------- | -------- | -------- | ------------------------------- | --------- | ------------------------------------------------------------- |
| 송내역 ↔ 평택 | 대원고속          | 송내역   | ↔        | 평택     | 해군 2함대사령부, 안중          | 40~80분   | 첫차:06:00 (부천 기준) 막차:21:00 (부천 기준)                 |
| 송내역 ↔ 속초 | 경기고속 대원고속 | 송내역   | ↔        | 속초     | 안양, 호계동, 낙산, 설악산 입구 | 7회       | 06:40, 08:10, 09:10, 10:15, 13:20, 15:45, 17:40               |
| 송내역 ↔ 상주 | 경기고속 대원고속 | 송내역   | ↔        | 상주     | 안양, 호계동, 충주, 문경, 점촌  | 9회       | 07:00, 07:55, 09:40, 11:00, 11:50, 13:50, 15:30, 17:20, 18:40 |
| 송내역 ↔ 제천 | 친선고속          | 송내역   | ↔        | 제천     | 안양, 비산동, 호계동            | 6회       | 07:00, 08:40, 11:00, 14:40, 16:30, 18:30                      |
| R8821         | 선진고속          | 송내역   | ↔        | 수원     | 구운동, 수원역                  | 30~45분   | 첫차:06:00 (부천 기준) 막차:22:00 (부천 기준)                 |

## 위치
- 이름과 달리 송내역 광장에서 이용할 수 없으며 송내역 남부광장에서 0.5 km 떨어진 곳, 구산사거리 오른편 맥도날드 앞에 위치한 버스정류장에서 승·하차가 이루어진다. 2010년까지는 부천시 소사구 송내대로 19 에 매표소가 위치하였다.